# Lijst van MS-DOS-commando's
Dit is een lijst van MS-DOS-commando's
- attrib: verandert bestandsattributen
- backup: maakt een reservekopie van bestanden
- chdir of cd: ga naar de directory
- chkdsk: controleert de schijf
- cls: maakt het scherm leeg
- color: verandert de kleur van de letters of de achtergrond
- copy: kopieert een bestand
- date: toont de datum, mogelijkheid tot verzetten ervan
- debug: dient om de inhoud van werkgeheugen en binaire bestanden te tonen en te wijzigen
- del: verwijdert een bestand
- deltree: mappen en onderliggende mappen en bestanden verwijderen
- dir: toont alle bestanden
- diskcomp: vergelijkt twee schijven met elkaar
- diskcopy: kopieert een hele schijf (floppydisk) naar een andere schijf
- doskey: opdrachtregel bewerken, opdrachten ongedaan maken en macro's maken
- echo: toont de tekst volgend op het commando op het scherm. Vooral gebruikt in batchprogramma's.
- edlin: een teksteditor die bestanden regel voor regel bewerkt
- edit: opent een eenvoudige (grafische) editor
- exit: beëindigt de werking van een extra command-proces
- fc: twee bestanden met elkaar vergelijken en de verschillen weergeven
- fdisk: maakt en verwijdert DOS-partities en logische schijven
- find: in bestanden naar een tekenreeks zoeken
- format: formatteren van schijven
- ftype: bestandstypen die worden gebruikt in bestandsassociaties weergeven of wijzigen
- goto: springt naar een gemarkeerde regel in een batchprogramma
- GPRESULT: met dit opdrachtregelprogramma kunt u verzameling resulterende begeleidsregels voor een doelgebruiker en computer weergeven
- graftabl: hiermee kan een uitgebreide tekenset in grafische modus worden weergeven
- help: geeft een lijst met opdrachten
- if: voorwaardelijk uitvoeren van opdrachten in batchprogramma's
- ipconfig: toont TCP/IP-instellingen van de computer
- label: toont of wijzigt de naam van een schijf
- mem: toont gegevens omtrent werk-, extended en expanded geheugen
- mkdir of md: maakt een nieuwe directory
- mklink: creëert een symbolische koppeling
- more: toont de inhoud van een bestand pagina voor pagina op het scherm
- path: toont of wijzigt het pad waarlangs het operating system naar uitvoerbare bestanden zoekt
- pause: pauzeert de uitvoering van een batchbestand en toont een mededeling
- print: drukt een tekstbestand af
- prompt: opdrachtprompt wijzigen
- recover: tracht een schijf of bestand te herstellen
- rename of ren: geeft een bestand een nieuwe naam
- replace: bestanden vervangen
- restore: plaatst bestanden vanuit een reservekopie terug
- rmdir of rd: verwijdert een directory (deze moet leeg zijn)
- set: variabelen een waarde geven of deze tonen
- setver: hiermee wordt een programma in een versietabel opgeslagen zodat het, ondanks een onjuiste DOS-versie, toch kan worden geladen
- sort: invoer sorteren
- subst: een pad aan een stationsletter koppelen
- sys: installeert systeembestanden in de bootsector van het opgegeven medium, zodat de computer kan opstarten vanaf dit medium
- time: toont de tijd, , mogelijkheid tot verzetten ervan
- tree: toont de mappenstructuur
- type: toont de inhoud van een bestand op het scherm
- ver: toont de versie van het besturingssysteem
- verify: cmd.exe (het besturingssysteem) vragen om na te gaan of een bestand correct is weggeschreven
- vol: volumenaam en serienummer van een schijf weergeven
- xcopy: uitgebreide kopieermogelijkheid